# Silao Leaega
Silao Leaegailesolo, abbreviato in Leaega (Apia, 24 giugno 1973), è un allenatore ed ex giocatore samoano di rugby a 15, in carriera attivo nel ruolo di tre quarti centro.

## Biografia
Silao nasce nelle Samoa Occidentali, esordendo con la Nazionale delle Samoa nel 1997 e disputando la Coppa del Mondo nel 1999; nella 4ª edizione iridata mise a segno complessivamente 62 punti: 2 mete, 10 calci piazzati e 11 trasformazioni. Con la Nazionale samoana ha totalizzato complessivamente 19 caps e 160 punti, frutto di 3 mete, 31 calci piazzati e 26 trasformazioni.
Dal 1997 al 1999 gioca in Nuova Zelanda nei club provinciali di Auckland e North Harbour.
Dopo la Coppa del Mondo è arrivato in Italia ingaggiato dal Bologna con cui ha conquistato la promozione in prima divisione; è poi passato al Reggio Emilia e successivamente si è trasferito al Parma in Super 10. Dal 2004 al 2006 ha vestito la maglia rosso-blu del Rovigo, mentre successivamente, sino al 2009, ha giocato con il Petrarca.
Successivamente alla parentesi padovana, passa una stagione nelle file del Riviera, per poi ritornare a Reggio Emilia nella stagione 2010-11, durante la quale la squadra conquista il diritto a giocare i play-off per la promozione in Eccellenza contro Calvisano.
Ha svolto il doppio ruolo di giocatore-allenatore nei Lupi di Canolo per 5 stagioni, squadra di rugby della città di Correggio militante nel campionato regionale di Serie C, per poi ritornare al Parma in veste di allenatore.